# A Ilha (1963)
A Ilha é um filme brasileiro de 1963, em branco-e-preto, do gênero drama, escrito e dirigido por Walter Hugo Khouri.

## Sinopse
Um milionário convida um grupo de amigos para um fim de semana numa ilha  onde, dizia uma lenda, havia um tesouro. Mas uma tempestade leva o barco embora, e aquelas pessoas ficam isoladas do mundo. Logo elas começam a revelar sua verdadeira natureza.

## Elenco
Elenco:
- Luigi Picchi...Conrado Alfieri
- Eva Wilma...Helena
- Lyris Castellani...Suzana
- José Mauro de Vasconcelos...Simão
- Elizabeth Hartmann...Clara
- Mário Benvenutti...Marcos/Nenê
- Francisco Negrão...César
- Ruy Afonso...Neco
- Maurício Nabuco...Hugo
- Laura Verney...Sônia
- Hariet Anderson
- Ely Azevedo
- Gustavo Dahl
- José Galán
- Jordano Martinelli
- José Júlio Spiewak

## Prêmios e indicações
- Prêmio Fábio Prado, 1956

Melhor Roteiro: Walter Hugo Khouri.
- Prêmio Saci, 1963

Melhor Ator: Francisco Negrão
Melhor Atriz Secundária: Lyris Castelani
Melhor composição: Rogério Duprat
Melhor Montagem: Máximo Barro.
- Prêmio Governador do Estado de São Paulo, 1963

Melhor produtor: Walter Hugo Khouri
Melhor direção, melhor argumento, melhor roteiro: Walter Hugo Khouri
Melhor Atriz para Eva Wilma
Melhor ator secundário para Francisco Negrão
Melhor Atriz Secundária: Lyris Castelani
Melhor Fotografia: Rudolph Icsey e George Pfister
Melhor composição: Rogério Duprat.
- Prêmio Cidade de São Paulo, Júri Municipal de Cinema, 1963

Melhor direção e melhor argumento: Walter Hugo Khouri
Melhor Ator: José Mauro de Vasconcelos
Melhor ator secundário: Francisco Negrão
Melhor composição: Rogério Duprat
- Festival de Cinema de Curitiba, 1964

Melhor Filme
Melhor Ator: Luigi Picchi